# Orkanger Idrettsforening
L'Orkanger Idrettsforening è una società calcistica norvegese con sede nella città di Orkanger. Milita nella 5. divisjon, sesto livello del campionato norvegese. Il club militò nella Norgesserien 1937-1938.

## Allenatori e presidenti
- 1975-1977  Harald Sunde
- 1989-1992  Roger Albertsen